# Nonciature apostolique au Cap-Vert
La nonciature apostolique au Cap-Vert est un office ecclésiastique de l'Église catholique au Cap-Vert. Il est dirigé par le nonce apostolique, membre du service diplomatique du Saint-Siège, qui représente les intérêts de ce dernier auprès des responsables de l'Église, du gouvernement et de la société civile du Cap-Vert. Ce poste diplomatique a rang d'ambassadeur. Le titre de délégué apostolique au Cap Vert est porté par le prélat nommé nonce apostolique au Sénégal ; il réside à Dakar au Sénégal.

## Représentants pontificaux au Cap-Vert

### Pro-nonces apostoliques
- Luigi Dossena (24 octobre 1978[1] - 30 décembre 1985)[2], également archevêque titulaire de Carpi (de)
- Pablo Puente Buces (en) (15 mars 1986[3] - 31 juillet 1989)[4], également archevêque titulaire de Macri (de)
- Antonio Maria Vegliò (21 octobre 1989[5] - 2 octobre 1997)[6], également archevêque titulaire d'Aeclanum (de)

### Nonces apostoliques
- Jean-Paul Gobel (6 décembre 1997[7] - 31 octobre 2001), également archevêque titulaire de Calatia (de)
- Giuseppe Pinto (5 février 2002  - 6 décembre 2007), également archevêque titulaire de Pandosia (de)
- Luis Mariano Montemayor (19 juin 2008  - 22 juin 2015), également archevêque titulaire d'Illici (de)
- Michael Banach (9 juillet 2016  - 3 mai 2022), également archevêque titulaire de Memphis (de)
- Waldemar Stanisław Sommertag (depuis 6 septembre 2022), également archevêque titulaire de Trajectum ad Mosam (de)